# Campeonato de Primera C 2002-03 (Argentina)
El Campeonato de Primera C 2002/03 fue la sexágesimo novena temporada de la categoría y la decimosexta de esta división como cuarta categoría del fútbol argentino. Fue disputado entre el 17 de agosto de 2002 y el 5 de julio de 2003 por 18 equipos.
Si el ganador del Apertura ganaba el Clausura ascendía de categoría sin necesidad de jugar una final. El campeón del Apertura o Clausura que perdió la final más los seis mejores puntajes de la tabla anual jugaron un torneo reducido para disputar una promoción con un equipo de la Primera B.
En este torneo se incorporaron Deportivo Merlo y Ituzaingó (descendidos de la Primera B) y Villa San Carlos (campeón de la Primera D).
El campeón fue Colegiales, que ganó el Clausura y venció en la final a Villa Dálmine, ganador del Apertura. El ganador del torneo reducido fue Argentino de Merlo, que luego perdió en la promoción ante Atlanta.
El descenso a Primera D correspondió a Berazategui, último en la tabla de promedios.

## Ascensos y descensos
| Promedio | Descendidos de la Primera C 2001-02 |
| -------- | ----------------------------------- |
| 17.°     | Ferrocarril Midland                 |
| 18.°     | Deportivo Riestra                   |

| Posición | Ascendido de la Primera D 2001-02 |
| -------- | --------------------------------- |
| Campeón  | Villa San Carlos                  |

| Posición | Ascendido a la Primera B 2002-03 |
| -------- | -------------------------------- |
| Campeón  | Deportivo Laferrere              |

| Promedio | Descendidos de la Primera B 2001-02 |
| -------- | ----------------------------------- |
| 21.º     | Deportivo Merlo                     |
| 22.º     | Ituzaingó                           |

## Equipos participantes
| Equipo                | Ciudad       | Estadio                    | Capacidad |
| --------------------- | ------------ | -------------------------- | --------- |
| Acassuso              | Boulogne     | La Quema                   | 800       |
| Argentino             | Merlo        | Argentino de Merlo         | 11.000    |
| Barracas Central      | Buenos Aires | Barracas Central           | 4400      |
| Berazategui           | Berazategui  | Norman Lee                 | 5500      |
| Cañuelas              | Cañuelas     | Jorge Alfredo Arín         | 1500      |
| Colegiales            | Munro        | Libertarios Unidos         | 6000      |
| Comunicaciones        | Buenos Aires | Alfredo Ramos              | 3500      |
| Deportivo Merlo       | Merlo        | José Manuel Moreno         | 7500      |
| Dock Sud              | Dock Sud     | De Los Inmigrantes         | 9500      |
| Excursionistas        | Buenos Aires | Excursionistas             | 7200      |
| General Lamadrid      | Buenos Aires | Enrique Sexto              | 3500      |
| Ituzaingó             | Ituzaingó    | Ituzaingó                  | 3500      |
| Justo José de Urquiza | Loma Hermosa | Ramón Roque Martín         | 2500      |
| Liniers               | San Justo    | Juan Antonio Arias         | 3000      |
| Luján                 | Luján        | Municipal de Luján         | 2000      |
| San Martín            | Burzaco      | Francisco Boga             | 5000      |
| Villa Dálmine         | Campana      | Coliseo de Mitre y Puccini | 12.000    |
| Villa San Carlos      | Berisso      | Genacio Sálice             | 4000      |

|  |

### Distribución geográfica de los equipos
| Región                                   | Cant. | Equipos |
| ---------------------------------------- | ----- | --- |
| Conurbano bonaerense                     | 10    | Acassuso, Argentino de Merlo, Berazategui, Colegiales, Deportivo Merlo, Dock Sud, Ituzaingó, Justo José de Urquiza, Liniers y San Martín (B) |
| Ciudad de Buenos Aires                   | 4     | Barracas Central, Comunicaciones, Excursionistas y General Lamadrid                                                                          |
| Interior de la provincia de Buenos Aires | 3     | Cañuelas, Luján y Villa Dálmine |
| Gran La Plata                            | 1     | Villa San Carlos |

## Formato

### Competición
Se disputaron dos torneos llamados Apertura y Clausura. En cada uno de ellos, los 18 equipos se enfrentaron todos contra todos. Ambos se jugaron a una sola rueda. Los partidos disputados en el Torneo Clausura representaron los desquites de los del Torneo Apertura, invirtiendo la localía. Si el ganador de ambas fases fuera el mismo equipo, sería el campeón. En cambio, si los ganadores del Apertura y el Clausura fueran dos equipos distintos disputarían una final a dos partidos para determinarlo.

### Ascensos
Los ganadores de cada uno de los torneos disputaron una final cuyo ganador se consagró campeón y ascendió directamente. Los seis equipos mejor ubicados en la tabla de posiciones final, a excepción de los clasificados a la final por el campeonato, clasificaron a los cuartos de final del Torneo reducido al que en semifinales se sumó el perdedor de la final por el campeonato. El ganador disputó una Promoción contra un equipo de la Primera B.

### Descensos
El promedio se calculó con los puntos obtenidos en la fase regular de los torneos de 2000-01, 2001-02 y 2002-03. El equipo que ocupó el último lugar de la tabla de promedios descendió a la Primera D, mientras que el anteúltimo disputó una ´Promoción contra un equipo de dicha categoría.

## Torneo Apertura
| Pos. | Equipo           | Pts. | PJ | PG | PE | PP | GF | GC | Dif. |
| ---- | ---------------- | ---- | -- | -- | -- | -- | -- | -- | ---- |
| 01.º | Villa Dálmine    | 33   | 17 | 9  | 6  | 2  | 27 | 11 | 16   |
| 02.º | Colegiales       | 28   | 17 | 8  | 4  | 5  | 24 | 15 | 9    |
| 03.º | Dock Sud         | 27   | 17 | 8  | 3  | 6  | 24 | 15 | 9    |
| 04.º | Excursionistas   | 26   | 17 | 7  | 5  | 5  | 23 | 20 | 3    |
| 05.º | Acassuso         | 26   | 17 | 6  | 8  | 3  | 21 | 19 | 2    |
| 06.º | Comunicaciones   | 25   | 17 | 7  | 4  | 6  | 24 | 17 | 7    |
| 07.º | Villa San Carlos | 25   | 17 | 7  | 4  | 6  | 22 | 19 | 3    |
| 08.º | Barracas Central | 25   | 17 | 7  | 4  | 6  | 29 | 29 | 0    |
| 09.º | Ituzaingó        | 25   | 17 | 7  | 4  | 6  | 21 | 21 | 0    |
| 10.º | Argentino (M)    | 24   | 17 | 6  | 6  | 5  | 25 | 21 | 4    |
| 11.º | Cañuelas         | 23   | 17 | 6  | 5  | 6  | 21 | 20 | 1    |
| 12.º | J. J. Urquiza    | 21   | 17 | 5  | 6  | 6  | 14 | 14 | 0    |
| 13.º | General Lamadrid | 21   | 17 | 5  | 6  | 6  | 20 | 21 | −1   |
| 14.º | Luján            | 20   | 17 | 5  | 5  | 7  | 28 | 29 | −1   |
| 15.º | San Martín (B)   | 20   | 17 | 5  | 5  | 7  | 23 | 24 | −1   |
| 16.º | Deportivo Merlo  | 19   | 17 | 4  | 7  | 6  | 20 | 28 | −8   |
| 17.º | Liniers          | 14   | 17 | 3  | 5  | 9  | 11 | 32 | −21  |
| 18.º | Berazategui      | 12   | 17 | 3  | 3  | 11 | 11 | 33 | −22  |

|  | Ganador del Torneo Apertura. |

|  |

## Torneo Clausura
| Pos. | Equipo           | Pts. | PJ | PG | PE | PP | GF | GC | Dif. |
| ---- | ---------------- | ---- | -- | -- | -- | -- | -- | -- | ---- |
| 01.º | Colegiales       | 34   | 17 | 10 | 4  | 3  | 31 | 11 | 20   |
| 02.º | Argentino (M)    | 29   | 17 | 8  | 5  | 4  | 20 | 17 | 3    |
| 03.º | Villa Dálmine    | 29   | 17 | 9  | 2  | 6  | 24 | 24 | 0    |
| 04.º | General Lamadrid | 26   | 17 | 7  | 5  | 5  | 24 | 24 | 0    |
| 05.º | Villa San Carlos | 25   | 17 | 7  | 4  | 6  | 25 | 23 | 2    |
| 06.º | Luján            | 24   | 17 | 6  | 6  | 5  | 27 | 20 | 7    |
| 07.º | Barracas Central | 24   | 17 | 6  | 6  | 5  | 18 | 12 | 6    |
| 08.º | Comunicaciones   | 23   | 17 | 4  | 11 | 2  | 21 | 17 | 4    |
| 09.º | Acassuso         | 23   | 17 | 6  | 5  | 6  | 28 | 25 | 3    |
| 10.º | Berazategui      | 22   | 17 | 6  | 4  | 7  | 23 | 24 | −1   |
| 11.º | Dock Sud         | 22   | 17 | 6  | 4  | 7  | 21 | 23 | −2   |
| 12.º | Deportivo Merlo  | 21   | 17 | 5  | 6  | 6  | 24 | 19 | 5    |
| 13.º | Ituzaingó        | 23   | 17 | 6  | 5  | 6  | 24 | 26 | −2   |
| 14.º | Excursionistas   | 20   | 17 | 4  | 8  | 5  | 18 | 25 | −7   |
| 15.º | Liniers          | 18   | 17 | 4  | 6  | 7  | 13 | 28 | −15  |
| 16.º | San Martín (B)   | 17   | 17 | 4  | 5  | 8  | 21 | 28 | −7   |
| 17.º | Cañuelas         | 16   | 17 | 3  | 7  | 7  | 20 | 27 | −7   |
| 18.º | J. J. Urquiza    | 15   | 17 | 4  | 3  | 10 | 11 | 20 | −9   |

|  | Ganador del Torneo Clausura. |

| 1. |

## Final por el campeonato
Se disputó a doble partido, haciendo como local en primer lugar el campeón del Torneo Apertura y en la vuelta el campeón del Torneo Clausura.
| Villa Dálmine                                                         | 0 - 1 | Colegiales    | Coliseo de Mitre y Puccini | 7 de junio de 2003  |
| Colegiales                                                            | 0 - 0 | Villa Dálmine | Ciudad de Vicente López    | 14 de junio de 2003 |
| Global: 1 - 0. Colegiales se coronó campeón y ascendió a la Primera B |       |               |                            |                     |

## Tabla de posiciones del campeonato
| Pos. | Equipo           | Pts. | PJ | PG | PE | PP | GF | GC | Dif. |
| ---- | ---------------- | ---- | -- | -- | -- | -- | -- | -- | ---- |
| 01.º | Colegiales       | 62   | 34 | 18 | 8  | 8  | 55 | 26 | 29   |
| 02.º | Villa Dálmine    | 62   | 34 | 18 | 8  | 8  | 51 | 35 | 16   |
| 03.º | Argentino (M)    | 53   | 34 | 14 | 11 | 9  | 45 | 38 | 7    |
| 04.º | Villa San Carlos | 50   | 34 | 14 | 8  | 12 | 47 | 42 | 5    |
| 05.º | Dock Sud         | 49   | 34 | 14 | 7  | 13 | 45 | 38 | 7    |
| 06.º | Barracas Central | 49   | 34 | 13 | 10 | 11 | 47 | 41 | 6    |
| 07.º | Acassuso         | 49   | 34 | 12 | 13 | 9  | 49 | 44 | 5    |
| 08.º | Comunicaciones   | 48   | 34 | 11 | 15 | 8  | 45 | 34 | 11   |
| 09.º | General Lamadrid | 47   | 34 | 12 | 11 | 11 | 44 | 45 | −1   |
| 10.º | Excursionistas   | 46   | 34 | 11 | 13 | 10 | 41 | 45 | −4   |
| 11.º | Ituzaingó        | 45   | 34 | 13 | 9  | 12 | 45 | 47 | −2   |
| 12.º | Luján            | 44   | 34 | 11 | 11 | 12 | 55 | 49 | 6    |
| 13.º | Deportivo Merlo  | 40   | 34 | 9  | 13 | 12 | 44 | 47 | −3   |
| 14.º | Cañuelas         | 39   | 34 | 9  | 12 | 13 | 41 | 47 | −6   |
| 15.º | San Martín (B)   | 37   | 34 | 9  | 10 | 15 | 44 | 52 | −8   |
| 16.º | J. J. Urquiza    | 36   | 34 | 9  | 9  | 16 | 25 | 34 | −9   |
| 17.º | Berazategui      | 34   | 34 | 9  | 7  | 18 | 34 | 57 | −23  |
| 18.º | Liniers          | 32   | 34 | 7  | 11 | 16 | 24 | 60 | −36  |

|  | Campeón tras ganar la final por el campeonato.                                        |
|  | Clasificado a semifinales del Torneo Reducido tras perder la final por el campeonato. |
|  | Clasificados a cuartos de final del Torneo Reducido.                                  |

| 1. |

## Torneo Reducido
Nota: Los equipos ubicados desde el 1º lugar hasta el 6º lugar de la Tabla general de la temporada, sumado el ganador del Apertura, participan del torneo reducido, el ganador participa de la promoción por el ascenso a la Primera B. Los partidos son ida y vuelta con ventaja deportiva para el mejor ubicado en la tabla
|  | Cuartos de final              | Cuartos de final              | Cuartos de final              |   |                    | Semifinales                    | Semifinales                    | Semifinales                    |  |  | Final                         | Final                         | Final                         |
|  | del 7 de junio al 14 de junio | del 7 de junio al 14 de junio | del 7 de junio al 14 de junio |   |                    | del 18 de junio al 21 de junio | del 18 de junio al 21 de junio | del 18 de junio al 21 de junio |  |  | del 28 de junio al 5 de jujio | del 28 de junio al 5 de jujio | del 28 de junio al 5 de jujio |
|  |                               |                               |                               |   |                    |                                |                                |                                |  |  |                               |                               |                               |
|  | Argentino de Merlo*           | 2                             | 0                             |   |                    |                                |                                |                                |  |  |                               |                               |                               |
|  | Comunicaciones                | 1                             | 1                             |   |                    |                                |                                |                                |  |  |                               |                               |                               |
|  | Comunicaciones                | 1                             | 1                             |   | Argentino de Merlo | 2                              | 4                              |                                |  |  |                               |                               |                               |
|  |                               |                               |                               |   | Argentino de Merlo | 2                              | 4                              |                                |  |  |                               |                               |                               |
|  |                               | Dock Sud                      | 1                             | 2 |                    |                                |                                |                                |  |  |                               |                               |                               |
|  | Dock Sud                      | Dock Sud                      | 1                             | 2 | 2                  | 1                              |                                |                                |  |  |                               |                               |                               |
|  | Dock Sud                      |                               |                               |   | 2                  | 1                              |                                |                                |  |  |                               |                               |                               |
|  | Barracas Central              | 1                             | 1                             |   |                    |                                |                                |                                |  |  |                               |                               |                               |
|  |                               |                               |                               |   |                    |                                |                                |                                |  |  | Argentino de Merlo            | 1                             | 4                             |
|  |                               |                               | Acassuso                      | 1 | 1                  |                                |                                |                                |  |  |                               |                               |                               |
|  | Villa Dálmine                 |                               |                               |   |                    |                                |                                |                                |  |  |                               |                               |                               |
|  |                               |                               |                               |   |                    |                                |                                |                                |  |  |                               |                               |                               |
|  |                               | Villa Dálmine                 | 1                             | 0 |                    |                                |                                |                                |  |  |                               |                               |                               |
|  |                               |                               |                               | 0 |                    |                                |                                |                                |  |  |                               |                               |                               |
|  |                               | Acassuso                      | 1                             | 2 |                    |                                |                                |                                |  |  |                               |                               |                               |
|  | Villa San Carlos              | Acassuso                      | 1                             | 2 | 1                  | 1                              |                                |                                |  |  |                               |                               |                               |
|  | Villa San Carlos              |                               |                               |   | 1                  | 1                              |                                |                                |  |  |                               |                               |                               |
|  | Acassuso                      | 1                             | 3                             |   |                    |                                |                                |                                |  |  |                               |                               |                               |

(*) Clasificado por ventaja deportiva.
Argentino de Merlo ganó el reducido y jugó la promoción por el ascenso a la Primera B

## Tabla de descenso
| Pos | Equipo             | 2000/01 | 2001/02 | 2002/03 | Pts | PJ  | Promedio |
| --- | ------------------ | ------- | ------- | ------- | --- | --- | -------- |
| 1º  | Argentino de Merlo | 56      | 68      | 53      | 177 | 102 | 1,735    |
| 2º  | Colegiales         | -       | 56      | 62      | 118 | 68  | 1,735    |
| 3º  | Villa Dálmine      | 50      | 50      | 62      | 162 | 102 | 1,588    |
| 4º  | Acassuso           | -       | 57      | 49      | 106 | 68  | 1,559    |
| 5º  | Excursionistas     | 60      | 52      | 46      | 158 | 102 | 1,549    |
| 6º  | Dock Sud           | 49      | 58      | 49      | 156 | 102 | 1,529    |
| 7º  | Ituzaingó          | 55      | -       | 45      | 100 | 68  | 1,470    |
| 8º  | Villa San Carlos   | -       | -       | 50      | 50  | 34  | 1,470    |
| 9º  | Comunicaciones     | 35      | 62      | 48      | 145 | 102 | 1,421    |
| 10º | Barracas Central   | 37      | 45      | 49      | 131 | 102 | 1,284    |
| 11º | General Lamadrid   | 51      | 33      | 47      | 131 | 102 | 1,284    |
| 12º | Luján              | 38      | 47      | 44      | 129 | 102 | 1,265    |
| 13º | Cañuelas           | 53      | 35      | 39      | 127 | 102 | 1,245    |
| 14º | San Martín (B)     | 56      | 32      | 37      | 125 | 102 | 1,225    |
| 15º | JJ Urquiza         | 57      | 30      | 36      | 123 | 102 | 1,206    |
| 16º | Deportivo Merlo    | -       | -       | 40      | 40  | 34  | 1,176    |
| 17º | Liniers            | 44      | 38      | 32      | 114 | 102 | 1,118    |
| 18º | Berazategui        | -       | 41      | 34      | 75  | 68  | 1,103    |

|  | Jugara la promoción contra el ganador del reducido de la Primera D. |
|  | Descendió a la Primera D.                                           |

## Promociones

### Primera D-Primera C
Esta promoción se definirá entre Liniers (penúltimo del promedio de la Primera C) y el campeón del torneo reducido de la Primera D, Victoriano Arenas y se jugaron en partidos de ida y vuelta. Victoriano Arenas hizo de local en el primer partido de la llave, mientras que Liniers jugó de local en el partido de vuelta de la llave y contaba con ventaja deportiva en caso de empate en el global.
| Victoriano Arenas                                  | 2 - 1 | Liniers           | Saturnino Moure    | 9 de julio  |
| Liniers                                            | 2 - 0 | Victoriano Arenas | Juan Antonio Arias | 12 de julio |
| Liniers mantuvo la categoría con un global de 3-2. |       |                   |                    |             |

### Primera C-Primera B Metropolitana
Esta promoción se definirá entre Atlanta (penúltimo del promedio de la Primera B Metropolitana) y el campeón del torneo reducido de la Primera C, Argentino de Merlo y se jugaron en partidos de ida y vuelta. Argentino de Merlo hizo de local en el primer partido de la llave, mientras que Atlanta jugó de local, en el partido de vuelta de la llave y contaba con ventaja deportiva en caso de empate en el global.
| Argentino de Merlo                                 | 1 - 2 | Atlanta            | Argentino de Merlo | 9 de julio  |
| Atlanta                                            | 0 - 0 | Argentino de Merlo | Don León Kolbowsky | 12 de julio |
| Atlanta mantuvo la categoría con un global de 2-1. |       |                    |                    |             |